# هوآناکاگوا
هوآناکاگوا کوهی در رشته‌کوه چیلا در آند پرو است. این کوه با داشتن نزدیک به ۵٬۲۰۰ متر (۱۷٬۰۶۰ فوت) بلندا در منطقه ارکیپا، استان کاستیا، بخش چاچس جای گرفته‌است. هوآناکاگوا در شمال غربی چوآنوما و جنوب غربی اکروتا قرار دارد.